# (96296) 1996 OK1
1996 أو كي 1 (ويعرف أيضًا باسم (96296) 1996 أو كي 1 وفق تسمية الكوكب الصغير) (بالإنجليزية: 1996 OK1)‏ هو كويكب ضمن حزام الكويكبات؛ وترتيبه 96296 من حيث الاكتشاف.
اكتُشف هذا الجُرم الفلكي بواسطة برنامج شميدت للكويكبات في بكين في 20 يوليو 1996.

## وصلات خارجية
- (96296) 1996 OK1 في قاعدة بيانات مختبر الدفع النفاث لأجرام النظام الشمسي الصغيرة

- الاكتشاف · مخطط المدار ·  العناصر المدارية · المعلمات المادية

- (96296) 1996 OK1 على موقع ويكي سكاي: DSS2, SDSS, GALEX, IRAS, Hydrogen α, X-Ray, Astrophoto, Sky Map, Articles and images